# Anne Brunet
Anne Brunet (* 1972) ist eine französische Genetikerin an der Stanford University. Sie befasst sich mit der Genetik des Alterns und der Langlebigkeit.

## Leben und Wirken
Anne Brunet wuchs in den französischen Alpen auf. Sie erwarb 1992 an der École normale supérieure in Paris einen Bachelor in Molekularbiologie und 1997 bei Jacques Pouysségur an der Universität Nizza Sophia-Antipolis einen Ph.D. in Zellbiologie. Als Postdoktorandin arbeitete sie bei Michael E. Greenberg in der Neurobiologie an der Harvard Medical School zur FOXO-Genfamilie. Seit 2004 ist sie an der Stanford University, wo sie bis 2014 zu einer ordentlichen Professur aufstieg. Hier hat sie (Stand 2022) eine nach Michele und Timothy Barakett benannte Professur für Genetik inne. Seit 2011 ist sie Co-Direktorin der Paul F. Glenn Laboratories for the Biology of Aging.
Brunet verwendet den Fadenwurm C. elegans, Labormäuse und den Killifisch Nothobranchius furzeri als Modellorganismen. Sie konnte Gene identifizieren, die das Altern regulieren. Mit bestimmten biochemischen Veränderungen des Chromatins konnte sie das Leben von Versuchstieren und ihren Nachkommen verlängern.
Brunet hat laut Google Scholar einen h-Index von 91, laut Datenbank Scopus einen von 81 (Stand jeweils April 2025). 2022 erhielt sie gemeinsam mit Andrew Dillin den Lurie Prize in Biomedical Sciences der Foundation for the National Institutes of Health. 2025 wurde Brunet zum Mitglied der American Academy of Arts and Sciences gewählt.